# Plagiobothrys bracteatus
Plagiobothrys bracteatus är en strävbladig växtart som först beskrevs av Howell, och fick sitt nu gällande namn av Ivan Murray Johnston. Plagiobothrys bracteatus ingår i släktet tiggarstavar, och familjen strävbladiga växter. Utöver nominatformen finns också underarten P. b. aculeolatus.

## Bildgalleri

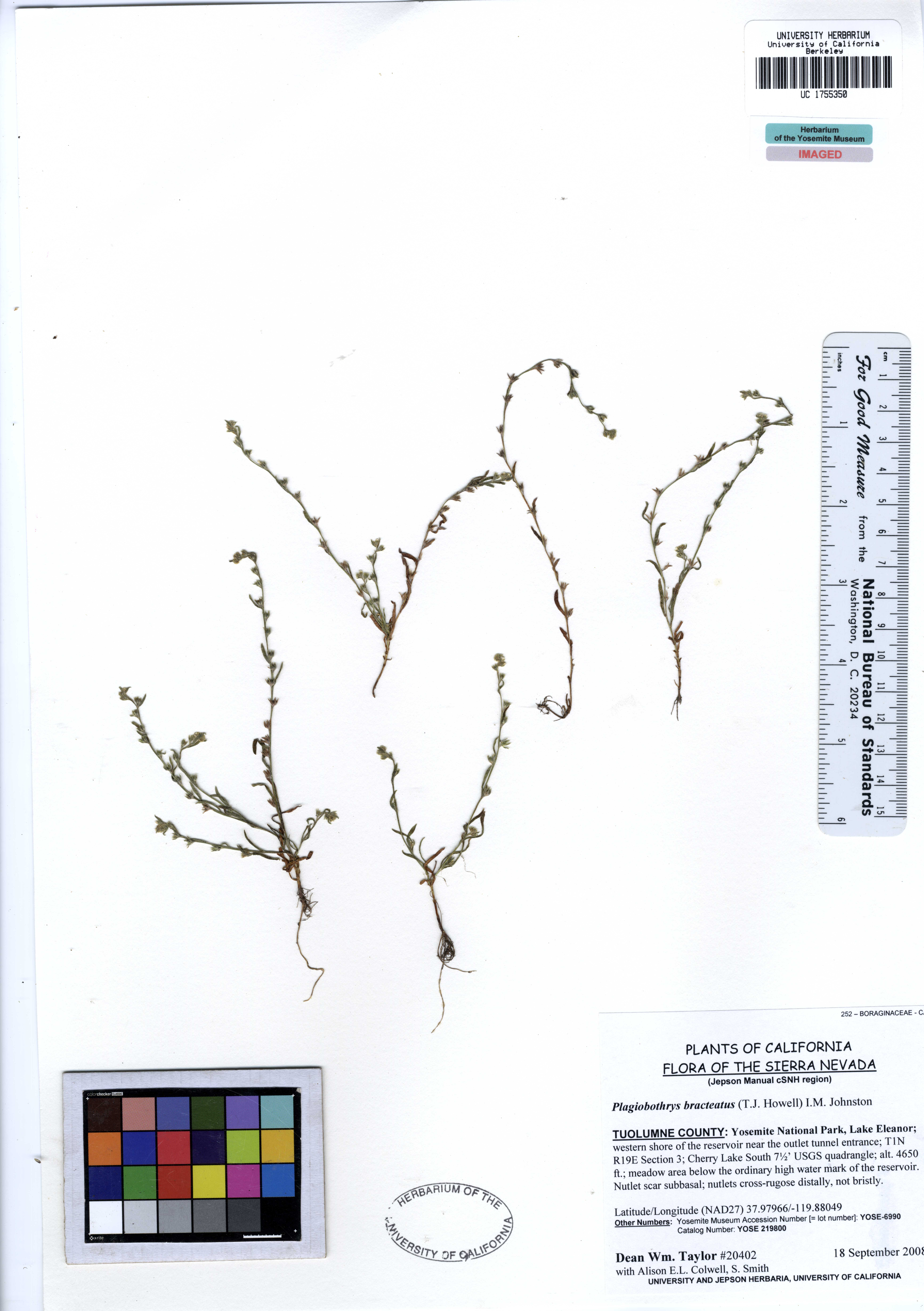